# Pelagio Palagi

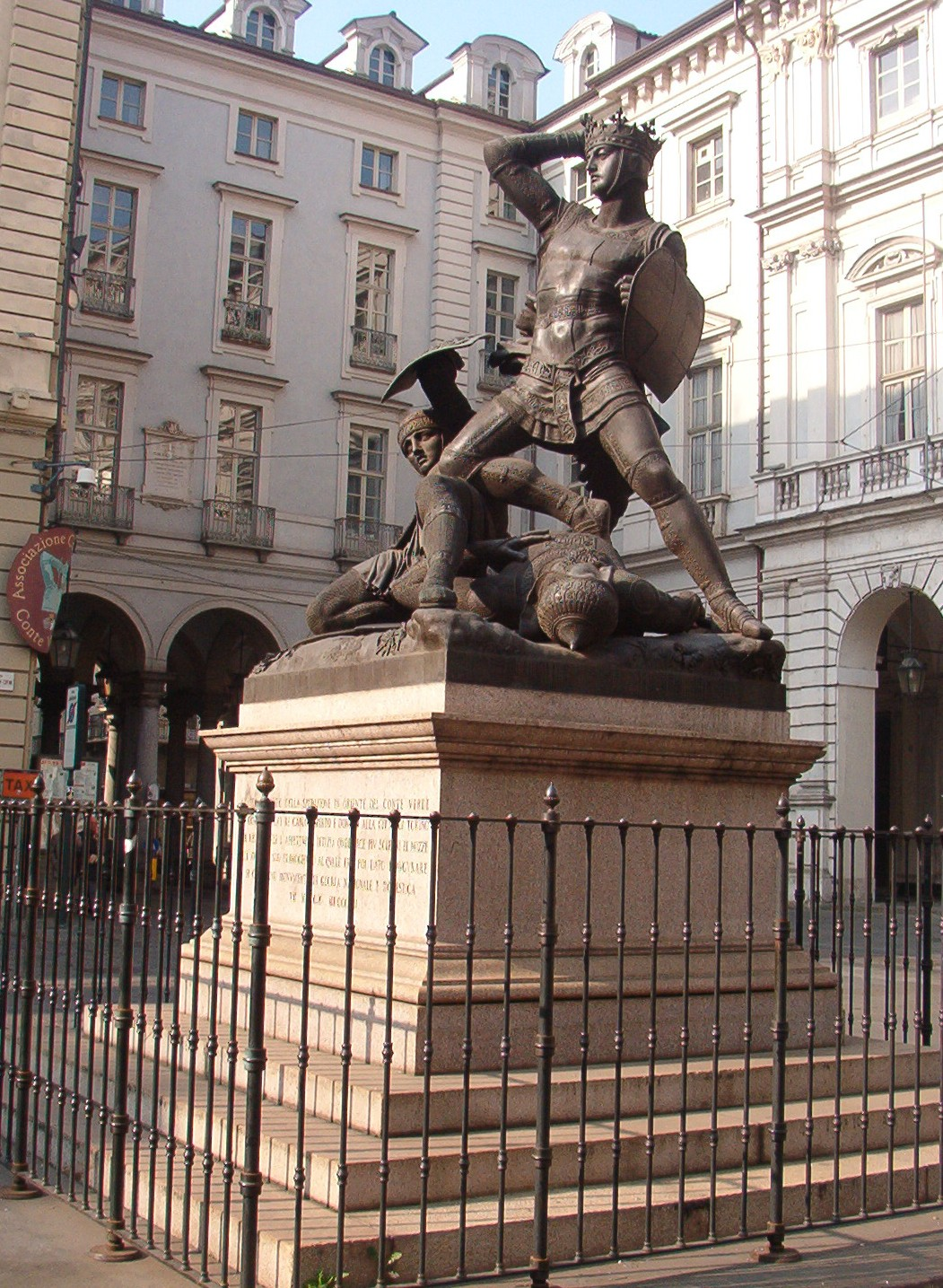
Estatua del Conde Verde, realizada por Pelagi, en la Piazza Palazzo di Città, Turín.

Pelagio Palagi (24 de mayo de 1775, Bolonia - 16 de marzo de 1860, Turín) fue un escultor, pintor y decorador de interiores italiano.

## Biografía

### Primeros años
Iniciado a una edad muy temprana el estudio de la perspectiva, la arquitectura, el arte figurativo, el retrato pictórico y el coleccionismo por Carlo Filippo Aldrovandi, continuó sus estudios en la escuela de desnudos de la Academia Clementina de Bolonia. Su formación y primeras obras coincidió con la llegada de las tropas napoleónicas en la ciudad; gracias a la petición de su mentor, quien era miembro del Senado y representante del gobierno interino de boloñés, Palagi diseñó los uniformes, medallas, y los emblemas con los símbolos de Liberté, égalité, fraternité que serían usados en las cartas y tarjetas para el Directorio. Más tarde, la emergente borguesía le encomendó la creación de las tumbas monumentales de Edoardo Pepoli (1801), Girolamo Bolognini Amorini (1803), y Luigi Sampieri (1804) en la Cartuja de Bolonia. También decoró el interior de las residencias de las familias Cospi, Aldini y Gozzadini en 1805.

### Roma
Palagi se mudó a Roma en 1806 para completar sus estudios en la Accademia di San Luca, donde puede que haya sido alumno de Vincenzo Camuccini. Esto no es confirmado por todos los escritos de la época pero el historicismo del pintor romano tuvo sin duda una influencia en el estilo de Palagi. Esta influencia está presente en sus retratos, los cuales demuestran un cuidadoso análisis de las facciones de los modelos, así como en sus pinturas históricas y paisajes, los que llevaron a Palagi a realizar un estudio preciso de la historia antigua y de la naturaleza. Ejemplos de este trabajo e investigación son Ritratto di Giuseppe Guizzardi in veste d’antico (1807), Matrimonio di Amore e Psiche (1808), Mario a Minturno (1809-1810), Ila e le ninfe (1810-1811) y sobre todo las obras principales del Gabinetto Topográfico en el Palazzo del Quirinale (1811-1813) y la Galleria di Teseo en el Palazzo Torlonia (1813-1815).
A partir de 1813 Palagi fue inspector de la Accademia Italiana y estuvo a cargo de seguir las actividades de los artistas jóvenes que vivían en la pensión de las Accademie del Regno d'Italia en Roma. Junto con Antonio Canova, presidente de la Accademia, el artista pudo agrupar al grupo más representativo de artistas del neoclacisismo italiano, desde Felice Giani to Gaspare Landi, además del ya mencionado Camuccini.
El tiempo en Roma le sirvió a Palagi para aumentar su interés en la arqueología y el coleccionismo, el cual ya se había desarrollado en Bolonia.

### Milán
En 1815, luego de una breve estadía en su ciudad natal, el artista se mudó a Milán, donde abrió una escuela privada en directa competencia con la Academia de Brera, la cual nunca le ofreció una cátedra. En la capital lombarda la clientela privada, más amplia y estimulante que la de Roma, lo condujo a dedicarse a la retratística; las comisiones públicas lo convirtieron en el retratista de los protagonistas de la Restauración. Algunos de los retratos que abarcan las décadas del 1810 y del 1820 son Conte colonnello Francesco Arese Lucini nello studio, Conte Luigi Archinto, Francesco I d’Austria (todos ellos de 1817), Maggiore Pietro Lattuada (1822), Cristina Archinto Trivulzio (1824) y Ballerina Carlotta Chabert come Diana (1828-1830).
El encuentro con Francesco Hayez, el líder del Romanticismo lombardo, indujo a Palagi a buscar un compromiso entre la pintura histórica-romántica y su formación clasicista. Producto de esta búsqueda son Gian Galeazzo Sforza visitato in Pavia da Carlo VIII, Gustavo Adolfo Re di Svezia che fa giurare fedeltà alla figlia Cristina dagli Stati Generali, Sisto V non riconosce la famiglia y La difesa di Matteo Visconti, todos exhibidos en Brera entre 1821 y 1830, y Ratto delle Sabine (1823-1825).
Hacia el final de la década Palagi obtuvo una comisión para la intervención arquitectónica y decorativa y el diseño de las esculturas del Palazzo Arese Lucini y la Villa Tittoni Traversi.

### Últimos años y legado
Su fama como arquitecto, decorador de interiores, escultor y diseñador de mobiliario, además de pintor, llegó a los oídos de la corte de los Saboya y en 1832 el rey Carlos Alberto lo designó jefe del proyecto de ampliación del Castillo de Racconigi. Palagi se mudó a Turín luego de obtener en 1834 la posición de liderazgo en el proyecto de restauración pictórica y decorativa del Finca Pollenzo y el proyecto de modernización del Palacio Real de Turín. En el mismo año le fue dada la Cátedra de Ornato de la Accademia Albertina.
Pocos días antes de fallecer, Palagi escribió un testamento en el cual el Comune de Bolonia era nombrado heredero de todas sus antigüedades y artefactos, medallas, biblioteca, archivo y bosquejos. La biblioteca, archivo y bosquejos se encuentran en la Biblioteca comunale dell’Archiginnasio, los objetos de sus colecciones en el Museo Civico Archeologico y el Museo Civico Medievale de la ciudad.